# Apple A12
Apple A12 Bionicは、Appleが設計した64ビットARMベースのSystem-on-a-chip（SoC）である。2018年9月12日に発表されたiPhone XS、XS Max、XR、に初搭載され2019年3月18日に発表されたiPad  Air 3にも搭載された。

## デザイン
公式発表によると、A12はA11と比較して
- CPU分野
  - 2つの高性能コアで15%高速化し40%省電力化
  - 4つの高効率コアで50%省電力化
- GPU分野
  - 4つのコアで50％高速化

を実現しているという。
A12には、Apple設計の64ビットARMv8-Aベースの2つの高性能コア（Vortex）と4つの高効率コア（Tempest）が搭載されている。また、A12はApple製の4コアのGPUを搭載し、A11より50％高速なグラフィックス性能を備えている 。A12には新世代の「ニューラルエンジン」と呼ばれる専用ニューラルネットワークハードウェアも搭載されている。このニューラルエンジンは8つのコアを持ち、毎秒最大5兆回の処理を実行できる（A11では毎秒最大6000億回）。
A12はTSMCの7nm FinFETプロセスを用いて製造される、世界で初めて7nmプロセスを用いて商品化されたチップであり、総トランジスタ数は69億に上る。なお7nmプロセスを用いた製品の発表自体はファーウェイが先だったが、製品としてのリリースはこちらが先である。iPhone XS/XS Max向けには4GB、XR向けには3GBのLPDDR4Xメモリを搭載している。
2020年秋にSecure Enclaveが新たなリビジョンになり、Secure Storage Componentがgen 2となった。

## 搭載製品
- iPhone XR
- iPhone XS/XS Max
- iPad Air (第3世代)
- iPad mini (第5世代)
- iPad (第8世代)
- Apple TV 4K (第2世代)